# Leha'amin
Leha'amin (em alfabeto hebraico: (להאמין), em português. "Acreditar") foi a canção que representou Israel no Festival Eurovisão da Canção 2004 que teve lugar em Istanbul, na Turquia, em 12 de maio desse ano.
A referida canção foi interpretada em inglês e em hebraico por David D'Or. Participou na semi-final, sendo a quinta canção a ser interpretada na noite do festival, a seguir à canção da Letónia "Dziesma Par Laimi", cantada por Fomins & Kleins e antes da canção da Andorra "Jugarem a estimar-nos", interpretada por Marta Roure. Terminou em 11.º com 57 pontos, não tendo sido apurada para a grande final. No ano seguinte, em 2005, Israel foi representada por Shiri Maimon que interpretou a canção "Hasheket Shenish'ar"

## Autores
- Letrista: David D'Or
- Compositor: David D'Or, Ofer Meiri